# Франция на летних Олимпийских играх 1992
На летних Олимпийских играх 1992 года Францию представляло 339 спортсменов (241 мужчин, 98 женщин). Они завоевали 8 золотых, 5 серебряных и 16 бронзовых медали, что вывело сборную на 15-е место в неофициальном командном зачёте.

## Медалисты
| Медаль  | Спортсмен                                                                    | Вид спорта                  | Дисциплина                             |
| ------- | ---------------------------------------------------------------------------- | --------------------------- | -------------------------------------- |
| Золото  | Себастьян Флют                                                               | Стрельба из лука            | Мужчины, личное первенство             |
| Золото  | Мари-Жозе Перек                                                              | Лёгкая атлетика             | Женщины, 400 м                         |
| Золото  | Эрик Среки                                                                   | Фехтование                  | Мужчины, шпага, личное первенство      |
| Золото  | Филипп Омнес                                                                 | Фехтование                  | Мужчины, рапира, личное первенство     |
| Золото  | Сесиль Новак                                                                 | Дзюдо                       | Женщины, до 48 кг                      |
| Золото  | Катрин Флёри                                                                 | Дзюдо                       | Женщины, до 61 кг                      |
| Золото  | Франк Давид                                                                  | Парусный спорт              | Мужчины, парусная доска Лехнер А-390   |
| Золото  | Ив Лоде Николя Энар                                                          | Парусный спорт              | Класс «Торнадо»                        |
| Серебро | Сильвен Кюринье                                                              | Гребной слалом              | Мужчины, байдарка-одиночка             |
| Серебро | Жанни Лонго                                                                  | Велоспорт                   | Женщины, групповая гонка по шоссе      |
| Серебро | Паскаль Тайо                                                                 | Дзюдо                       | Мужчины, до 86 кг                      |
| Серебро | Франк Бадью                                                                  | Стрельба                    | Мужчины, пневматическая винтовка, 10 м |
| Серебро | Жан-Филипп Гатьен                                                            | Настольный теннис           | Мужчины, одиночный разряд              |
| Бронза  | Жак Авриль                                                                   | Гребной слалом              | Мужчины, каноэ-одиночка                |
| Бронза  | Франк Адисон Вильфрид Форг                                                   | Гребной слалом              | Мужчины, каноэ-двойка                  |
| Бронза  | Дидье Уайе Оливье Буавен                                                     | Гребля на байдарках и каноэ | Мужчины, каноэ-двойка, 1000 м          |
| Бронза  | Эрве Буссар Дидье Февр-Пьерре Филипп Гомон Жан-Луи Арель                     | Велоспорт                   | Мужчины, командная гонка по шоссе      |
| Бронза  | Юбер Бурди Эрве Годиньон Эрик Наве Мишель Робер                              | Конный спорт                | Конкур, командное первенство           |
| Бронза  | Жан-Мишель Анри                                                              | Фехтование                  | Мужчины, шпага, личное первенство      |
| Бронза  | Жан-Франсуа Ламур                                                            | Фехтование                  | Мужчины, сабля, личное первенство      |
| Бронза  | Жан-Франсуа Ламур Жан-Филипп Дорелль Франк Дюше Эрве Гранже-Вейрон Пьер Гишо | Фехтование                  | Мужчины, сабля, командное первенство   |
| Бронза  | Команда                                                                      | Гандбол                     | Мужчины                                |
| Бронза  | Давид Дуйе                                                                   | Дзюдо                       | Мужчины, свыше 95 кг                   |
| Бронза  | Летиция Меньян                                                               | Дзюдо                       | Женщины, до 72 кг                      |
| Бронза  | Натали Люпино                                                                | Дзюдо                       | Женщины, свыше 72 кг                   |
| Бронза  | Стефан Карон                                                                 | Плавание                    | Мужчины, 100 м вольным стилем          |
| Бронза  | Франк Эспозито                                                               | Плавание                    | Мужчины, 200 м баттерфляем             |
| Бронза  | Катрин Плевински                                                             | Плавание                    | Женщины, 100 м баттерфляем             |

## Результаты соревнований

### Академическая гребля
В следующий раунд из каждого заезда проходили несколько лучших экипажей (в зависимости от дисциплины). В финал A выходили 6 сильнейших экипажей, остальные разыгрывали места в утешительных финалах B-D.
Мужчины
| Соревнование | Спортсмены                       | Предварительный заезд | Предварительный заезд | Предварительный заезд | Отборочный заезд | Отборочный заезд | Отборочный заезд | Полуфинал | Полуфинал | Полуфинал | Финал   | Финал   | Итоговое место |
| Соревнование | Спортсмены                       | Заезд                 | Время                 | Место                 | Заезд            | Время            | Место            | Заезд     | Время     | Место     | Время   | Место   | Итоговое место |
| ------------ | -------------------------------- | --------------------- | --------------------- | --------------------- | ---------------- | ---------------- | ---------------- | --------- | --------- | --------- | ------- | ------- | -------------- |
| двойки       | Мишель Андрьё Жан-Кристоф Роллан | 2                     | 6:39,95               | 2                     | 3                | 6:43,83          | 1 Q              | 2         | 6:33,88   | 1 QA      | Финал A | Финал A | 4              |
| двойки       | Мишель Андрьё Жан-Кристоф Роллан | 2                     | 6:39,95               | 2                     | 3                | 6:43,83          | 1 Q              | 2         | 6:33,88   | 1 QA      | 6:36,34 | 4       | 4              |